# جهاتله
جهاتله (به انگلیسی: Jhatla) یک روستا در پاکستان است که در ناحیه چکوال واقع شده‌است.